# Evelien (televisieserie)
Evelien is een Nederlandse dramaserie uit 2006 die wordt uitgezonden door Net5. De serie is gebaseerd op het gelijknamige feuilleton van Martin Bril. In Vlaanderen wordt de serie uitgezonden door één.
Op 17 oktober 2006 begon het tweede seizoen. De regie is in handen van Rita Horst en de serie wordt geschreven door Karin van der Meer.

## Verhaal

### Seizoen 1 (voorjaar 2006)
Evelien is een vrouw van 38 jaar, die twee jonge dochters heeft, een lieve man Harko en een mooi huis in Amsterdam. Toch mist ze iets in haar leven, waardoor ze ontevreden is. In het eerste seizoen ontmoet Evelien een nieuwe liefde, Theo. Hij is het hoofd van een bouwbedrijf en heeft de mogelijkheid om voor anderhalf jaar een hotelkamer te regelen voor hemzelf en Evelien.

### Seizoen 2 (najaar 2006)
Het gezin is verhuisd naar een grotere woning in Amsterdam, maar het is niet helemaal hoe ze het willen. Het huis is ingericht volgens de moderne gedachte "minder is meer" oftewel "less is more". Zowel de kinderen als Evelien en Harko moeten behoorlijk aan het interieur wennen. Evelien neemt een parttime baan om van haar verveeldheid af te komen, terwijl Harko te maken krijgt met de eerste tekenen van een midlife crisis. Het gaat helemaal fout als ze erachter komt dat een van haar buren een oude liefde was van Harko. Als een bezoek aan de relatietherapeut niet helpt, besluit Harko dat hij behoefte heeft aan een weekend naar Londen - weg van Evelien, en samen met Wendy.

## Rolverdeling
- Kim van Kooten - Evelien
- Peter Blok - Harko
- Sterre Herstel - Regina
- Naomi van Es - Julia
- Olga Zuiderhoek - Agnes
- Genio de Groot - Gert
- Rifka Lodeizen - Sylvia